# Bărci de pescuit
Bărci de pescuit sau Portul este o pictură în ulei pe pânză realizată în 1909 de artistul francez Georges Braque. Se află la Muzeului de Arte Plastice din Houston, în Colecția John A. și Audrey Jones Beck. A fost achiziționată la licitație în 1968 și donată muzeului în 1974.
Această pictură este un peisaj cubist reprezentând un port din Normandia, cu bărci de pescuit în prim-plan.